# Gossamer Condor
(Paul MacCready)
Il Gossamer Condor è stato un monoplano ultraleggero a elica caratterizzato dal fatto di essere propulso esclusivamente dalla forza muscolare del pilota per mezzo di un sistema a pedali. Concepito e costruito tra il 1976 e il 1977 dall'équipe statunitense dell'ingegnere aeronautico Paul MacCready, divenne il 23 agosto 1977 il primo aeroplano a propulsione umana a volare con successo (percorrendo un circuito ad 8 di circa un miglio di lunghezza e aggiudicandosi così i 100 000 dollari del primo premio Kremer).

## Storia

### Sviluppo
Nel 1959 l'industriale britannico Henry Kremer aveva messo in palio un consistente premio in denaro per chi fosse riuscito per primo a far volare con successo un aeroplano a propulsione umana; le regole per l'assegnazione del premio prevedevano che l'aereo, che doveva essere privo di qualunque mezzo di propulsione diverso dalla pura forza muscolare del suo pilota, dovesse attraversare la linea di partenza in volo, alla quota di tre metri, per poi volare lungo un percorso a 8 girando intorno a due piloni, distanti 800 metri l'uno dall'altro, e infine attraversare nuovamente la linea d'arrivo ad almeno tre metri di altezza.
Nei 17 anni successivi il premio Kremer acquisì una certa fama: oltre 50 tentativi ufficiali di aggiudicarselo vennero portati a termine da diverse squadre, ciascuna con il suo aereo, ma nessuno riuscì a raggiungere gli obiettivi previsti dalle regole; le quali, con l'andare del tempo, vennero accettate quasi universalmente come la definizione di un volo a propulsione umana di successo. Regolarmente rivalutato per compensare l'inflazione, nel 1976 il premio aveva ormai raggiunto la consistenza di quasi 100 000 dollari (50 000 sterline).
Gli aeroplani che avevano tentato di aggiudicarsi il premio nel corso degli anni sessanta e dei primi anni settanta erano tutti progetti di velivoli veloci e caratterizzati da un'elevata efficienza aerodinamica; questa filosofia aveva comportato in generale pesi abbastanza notevoli, seppure compressi in macchine di dimensioni contenute e dal disegno piuttosto raffinato.
L'idea di base che Paul MacCready, un ingegnere aeronautico poco conosciuto al di fuori del suo campo, ebbe nel 1976 era invece piuttosto diversa. Egli pensò di costruire un aeroplano molto grande, con un'ala lunga e molto sottile; concentrandosi sull'impiego di materiali estremamente leggeri e non dando troppa importanza alla pulizia aerodinamica del progetto (affidandosi quindi a controventature e tiranti esterni alle ali per rinforzare la struttura dell'aereo senza appesantirlo) egli confidava di poter tenere il peso complessivo molto basso.
L'aereo sarebbe risultato essere molto lento, ma anche molto leggero e quindi in grado di volare anche con le potenze molto ridotte (nell'ordine di un terzo di cavallo vapore) che possono essere sviluppate da un essere umano.

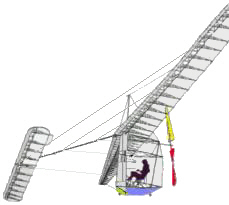
Un disegno del Gossamer Condor. Notare la configurazione canard, con lo stabilizzatore a prua e l'elica in coda, e le ampie strutture di rinforzo esterne alla cellula.

### Tecnica
La versione definitiva del Gossamer Condor che risultò dal lavoro di MacCready e del suo team era un monoplano ad ala alta, con una piccola fusoliera che ospitava il posto di pilotaggio, un impennaggio orizzontale a prua e l'elica disposta in configurazione spingente, in coda.
La struttura, ridotta a uno scheletro minimo, era in alluminio, mentre il rivestimento era ricavato da una sottile pellicola di Mylar. Il peso totale dell'aereo, senza il pilota, era di soli 32 chilogrammi.
La resistenza della cellula alle sollecitazioni era garantita in gran parte da strutture di rinforzo esterne, come tiranti e montanti metallici. Comunque, il velivolo era molto fragile e per volare in sicurezza richiedeva condizioni di vento quasi del tutto calmo.
Il controllo del volo era garantito per mezzo dello stabilizzatore orizzontale in configurazione canard, che poteva ruotare verso l'alto e verso il basso o inclinarsi a destra e a sinistra, e dallo svergolamento delle estremità alari. L'aereo non aveva cioè né dei tradizionali alettoni, né un timone verticale, entrambi organi di controllo la cui presenza sarebbe costata un aumento del peso complessivo.
La propulsione era affidata esclusivamente a un impianto a pedali simile a quello di una normale bicicletta. La catena di trasmissione era di tipo speciale, per essere quanto più leggera possibile. L'aereo, nel suo complesso, era progettato per poter essere smontato, modificato e riparato facilmente.
Il profilo alare, progettato da Peter Lissaman, era anch'esso di un tipo speciale per garantire la massima portanza a velocità molto basse.

### Impiego operativo
Il primo volo del Gossamer Condor ebbe luogo presso l'aeroporto di Shafter, 18 chilometri a nord di Bakersfield, in California, nel marzo del 1977. La costruzione e messa a punto del velivolo aveva richiesto circa un anno.
Alcuni voli di prova vennero compiuti da Parker e Tyler MacCready, i figli del progettista; i ragazzi, pedalando energicamente, riuscivano a far sollevare la macchina, a tenerla in volo livellato e rettilineo a un metro e mezzo da terra per qualche minuto, e poi ad atterrare dolcemente. Altri voli vennero compiuti da Greg Miller e da Bryan Allen; quest'ultimo era un ciclista professionista e pilota di deltaplano che aveva una massa di soli 62 chilogrammi ed era in grado di sviluppare una potenza notevole. Un giorno di luglio Allen riuscì a far volare il Gossamer Condor fino alla fine della pista di atterraggio dell'aeroporto, a compiere una virata di 180 gradi e a ritornare al punto di partenza. Poco prima dell'atterraggio però il longherone dell'ala si ruppe, probabilmente a causa del vortice di aria turbolenta generato dal decollo di un aereo agricolo dalla pista adiacente qualche minuto prima. Il velivolo, che volava ad appena 18 chilometri orari a pochi metri da terra, non subì danni molto gravi e poté essere rimesso in condizioni di volo dopo qualche giorno di riparazioni.
Ebbero luogo altri voli di prova e altri incidenti; più volte gli strappi del rivestimento di Mylar dovettero essere riparati con il nastro adesivo. Uno di questi incidenti, all'inizio di agosto, danneggiò piuttosto gravemente la fusoliera del Gossamer Condor, che dovette essere completamente ricostruita; la riprogettazione dell'aereo che ne seguì riuscì a far risparmiare altri 3 chilogrammi di peso.
In totale vennero compiuti oltre 200 voli.
Il volo con cui il team di MacCready vinse il premio Kremer ebbe luogo a Shafter il 23 agosto 1977. Ai comandi di Allen, l'aereo decollò, si alzò a tre metri di quota, superò la barriera di partenza, disegnò in aria il suo 8 (percorrendo un totale di 2,15 chilometri) e atterrò dopo aver nuovamente superato la barriera dei tre metri. Il percorso venne completato in 7 minuti e 27 secondi, a una velocità media di 17,5 chilometri orari.
I voli di prova continuarono. Il 18 settembre il Gossamer Condor eseguì un lungo volo nel corso del quale rimase sospeso in aria per 30 secondi senza che il pilota pedalasse, sorretto da una corrente ascensionale termica. Quattro giorni più tardi (il 22 settembre 1977) Maude Oldershaw, una signora di 59 anni, pilota brevettata, compì con successo il primo volo di una donna a bordo di un aereo a propulsione umana. Prima di allora i velivoli a propulsione umana erano stati noti con la sigla MPA, acronimo dell'inglese Man Powered Aircraft, dove Man significa "uomo"; da allora in avanti la designazione venne resa più precisa, e divenne HPA (per Human Powered Aircraft).
Il 30 settembre la Royal Aeronautical Society di Londra (a cui Kremer si era affidato per la gestione del premio) certificò la vittoria del team di MacCready; questo gli procurò una certa fama, la quale venne ulteriormente aumentata dal successo del documentario (premiato con un Academy Award) The Flight of the Gossamer Condor del 1978.
Pochi giorni dopo, la direzione del National Air and Space Museum della Smithsonian Institution di Washington rispose positivamente all'offerta di MacCready di vendere il Gossamer Condor al museo affinché venisse esposto nella nuova ala espositiva. Il Gossamer Condor è tuttora esposto al NASM.
In seguito all'istituzione di un secondo premio Kremer, da assegnare a chi per primo fosse riuscito a portare a termine una trasvolata del canale della Manica con un aereo a propulsione umana, il team di MacCready sviluppò una versione migliorata del Gossamer Condor, a cui venne dato il nome di Gossamer Albatross; esso si aggiudicò il premio nel 1979.

## Versioni
Venne costruito un solo esemplare di Gossamer Condor, ma nel corso del suo sviluppo esso subì pesanti trasformazioni; perciò è possibile individuare tre versioni successive dell'aereo.
- Versione di Pasadena

La prima versione era estremamente semplice; la sua struttura si basava solo su qualche tubo di alluminio e su un sistema di cavi di rinforzo. Non aveva, in effetti, l'aspetto di un aeroplano; volò solo una volta, nel 1976, nel parcheggio dello stadio Rose Bowl di Pasadena, in California, poco lontano da dove era stato assemblato da Jack Lambie.
- Versione del Mojave

La seconda versione assomigliava invece abbastanza alla configurazione definitiva, anche se mancava ancora la struttura dell'abitacolo e l'aereo risultava instabile e incapace di eseguire virate controllate. Volò per la prima volta il 26 dicembre 1976, pilotato da Parker MacCready.
- Versione di Shafter

La versione definitiva, che volò per la prima volta a Shafter nel marzo 1977, venne testata in un gran numero di voli e modificata estensivamente, finché venne finalmente resa del tutto controllabile grazie all'introduzione di un sistema di svergolamento alare per il controllo del rollio.